# 水沼尚辉
水沼尚辉（日语：／ Mizunuma Naoki，1996年12月13日—）生于栃木县真冈市，是一名日本男子游泳运动员，主攻蝶泳。他在6岁开始进入家乡真冈市的一家游泳学校开始练习游泳，当时他在祖父家的观赏用池子中观察里面的鲤鱼游泳，之后便开始对游泳感兴趣。他在高中毕业后进入新潟醫療福祉大學就读，并加入该大学游泳队，2019年4月从该大学毕业后成为该大学职员，并担任该大学游泳队的助理教练。